# Râul Valea Lungă, Casimcea
Râul Valea Lungă este un curs de apă din Dobrogea, afluent al râului Casimcea. 

## Hărți
- Harta Județului Constanța